# Viện Sau đại học Genève

Viện Sau đại học Genève (tiếng Pháp: Institut de hautes études internationales et du développement – IHEID), thường được gọi tắt là Viện Genève, là một cơ sở giáo dục và nghiên cứu sau đại học có trụ sở tại Genève, Thụy Sĩ. Viện chuyên sâu về các lĩnh vực quan hệ quốc tế và phát triển, với mục tiêu đào tạo thế hệ lãnh đạo tương lai trong các tổ chức quốc tế, chính phủ, tổ chức phi chính phủ và khu vực tư nhân.

## Lịch sử
Viện được thành lập năm 1927 với tên gọi ban đầu là Viện Nghiên cứu Quốc tế Genève (Institut universitaire de hautes études internationales), là một trong những cơ sở học thuật đầu tiên trên thế giới chuyên về quan hệ quốc tế. Năm 2008, Viện hợp nhất với Viện Nghiên cứu Phát triển và trở thành Viện Sau đại học Genève như hiện nay.

## Chương trình đào tạo
Viện cung cấp các chương trình thạc sĩ và tiến sĩ trong các ngành:
- Quan hệ quốc tế/chính trị quốc tế
- Kinh tế học quốc tế
- Luật quốc tế
- Lịch sử quốc tế
- Nghiên cứu phát triển/sociologie du développement

Ngoài ra, Viện cũng tổ chức các chương trình đào tạo chuyên sâu ngắn hạn và chương trình song bằng hợp tác với các trường đại học quốc tế danh tiếng.

## Cơ cấu tổ chức
Viện là một tổ chức độc lập nhưng được liên kết với Đại học Genève, và nhận được sự hỗ trợ từ chính quyền Thụy Sĩ và các tổ chức quốc tế. Ngôn ngữ giảng dạy chính là tiếng Anh, mặc dù tiếng Pháp cũng được sử dụng trong một số hoạt động học thuật và hành chính.

## Vị trí và mối liên hệ quốc tế
Nằm ngay trung tâm Genève – nơi tập trung trụ sở của nhiều tổ chức quốc tế như Liên Hợp Quốc, Tổ chức Thương mại Thế giới (WTO), Tổ chức Y tế Thế giới (WHO) – Viện Genève có lợi thế đặc biệt trong việc kết nối sinh viên với môi trường đa phương và quốc tế. Viện thường xuyên tổ chức hội thảo, tọa đàm với sự tham gia của các nhà hoạch định chính sách, học giả và lãnh đạo toàn cầu.

## Cựu sinh viên nổi bật
Viện Genève có mạng lưới cựu sinh viên rộng khắp, nhiều người trong số đó đã và đang giữ các vị trí quan trọng trong các tổ chức quốc tế, chính phủ và học viện. Một số nhân vật tiêu biểu bao gồm:
- Kofi Annan – Cựu Tổng Thư ký Liên Hợp Quốc
- Michel Kafando – Cựu Tổng thống Burkina Faso
- António Guterres – Tổng Thư ký Liên Hợp Quốc (tham dự các hội thảo tại Viện)